# Necrotaulius tener
Necrotaulius tener is een fossiele soort schietmot uit de familie Necrotauliidae.